# Chad Gaudin
Chad Edward Gaudin (né le 24 mars 1983 à La Nouvelle-Orléans, Louisiane, États-Unis) est un lanceur droitier de baseball évoluant en Ligue majeure de baseball depuis 2003. Il est présentement sous contrat avec les Dodgers de Los Angeles.

## Carrière

### Devil Rays de Tampa Bay
Chad Gaudin est drafté par les Devil Rays de Tampa Bay au 34e tour de sélection en 2001. Il fait ses débuts dans le baseball majeur avec cette équipe le 1er août 2003 et remporte le 7 août suivant sa première victoire au plus haut niveau après une présence comme releveur face aux Royals de Kansas City. Gaudin effectue 41 sorties au monticule, dont 34 comme releveur, en trois saisons chez les Rays. Sa moyenne de points mérités pour l'équipe s'élève à 4,25 en 82 manches et deux tiers lancées.

### Blue Jays de Toronto
Le 12 décembre 2004, Tampa Bay transfère Gaudin aux Blue Jays de Toronto en échange de Kevin Cash, un receveur. Il ne joue que 5 matchs pour les Jays en 2005, dont 3 comme lanceur partant, et s'en tire avec une victoire contre 3 défaites et une moyenne de 13,15 causée par ses 19 points mérités accordés sur 31 coups sûrs, dont 6 circuits, en seulement 13 manches. Conséquemment, Toronto le transfère aux Athletics d'Oakland le 2 décembre 2005 contre Dustin Majewski, un voltigeur des ligues mineures qui n'atteindra jamais les majeures.

### Athletics d'Oakland

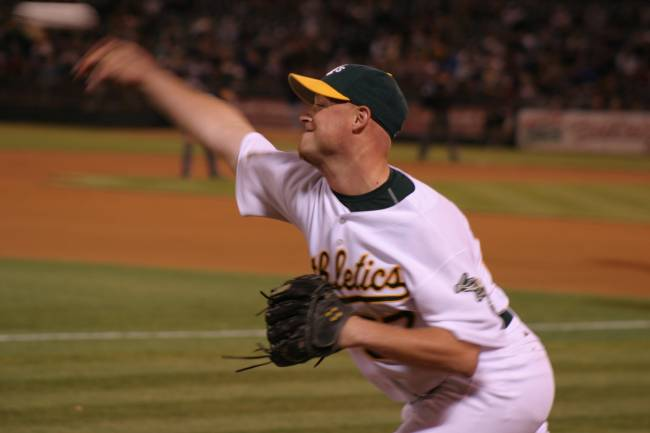
Le lanceur droitier Chad Gaudin avec les Athletics d'Oakland.

En 2006, Gaudin connait une bonne première saison comme lanceur de relève chez les A's d'Oakland avec une moyenne de points mérités de 3,09 en 64 manches lancées lors de 55 matchs joués. Il remporte quatre matchs contre deux perdus et enregistre ses deux premiers sauvetages en carrière. À l'automne, il n'accorde aucun point en trois manches et un tiers lancées dans trois matchs de Série de championnat de la Ligue américaine face aux Tigers de Détroit.
En 2007, Oakland décide d'utiliser Chad Gaudin exclusivement comme lanceur partant. Il est d'ailleurs, avec quelques autres lanceurs, celui qui effectue le plus de départs dans la Ligue américaine cette saison, ses 34 rencontres comme partant n'étant qu'une de moins que le meneur des Ligues majeures, Dontrelle Willis des Marlins de la Floride. En 199 manches et un tiers lancées, un record personnel, il maintient une moyenne de points mérités de 4,42. Il enregistre un sommet en carrière de 154 retraits sur des prises. Il gagne 11 parties contre 13 défaites.
Gaudin amorce la saison 2008 dans la rotation de lanceurs partants des Athletics avant de retourner à l'enclos de relève en mai, après 6 départs.

### Cubs de Chicago
Le 8 juillet 2008, les Athletics d'Oakland échangent Chad Gaudin et le lanceur droitier Rich Harden aux Cubs de Chicago en retour de quatre joueurs : le lanceur droitier Sean Gallagher, le joueur de troisième but Josh Donaldson et deux voltigeurs, Matt Murton et Eric Patterson.
Malgré quatre gains contre deux revers, Gaudin présente une moyenne de points mérités de 6,26 en 24 matchs comme releveur pour les Cubs, qui le libèrent le 5 avril 2009.

### Padres de San Diego
Mis sous contrat par les Padres de San Diego trois jours après avoir été libéré par les Cubs, le droitier Gaudin passe la saison 2009 comme lanceur partant, avec 25 départs contre 6 présences en relève. Après 20 parties jouées, dont 19 comme partant, pour San Diego, sa fiche victoires-défaites est de 4-10 avec une moyenne de 5,13 en 105 manches et un tiers. Son contrat est acheté par les Yankees de New York le 7 août 2009.

### Yankees de New York
En 6 départs et 5 sorties en relève pour les Yankees en 2009, Gaudin remporte ses deux décisions et affiche une moyenne de points mérités de 3,43 en 42 manches au monticule. Son transfert aux Yankees lui permet de participer pour la seconde fois de sa carrière aux séries éliminatoires et de savourer la conquête de la Série mondiale 2009 par le club new-yorkais. Après une saison régulière terminée sur une fiche de 6-10 avec une moyenne de points mérités de 4,64 en 147 manches et un tiers lancées pour San Diego et New York, et un total, son deuxième plus élevée en carrière, de 139 retraits sur les prises, il effectue une seule présence en éliminatoires. Il est releveur pendant une manche en Série de championnat de la Ligue américaine et retire consécutivement les trois frappeurs des Angels de Los Angeles qu'il affronte.

### Deuxième passage à Oakland
Chad Gaudin ne figure pas dans les plans des Yankees pour la saison 2010. Il est retranché lors du camp d'entraînement et, trois jours après avoir été libéré de son contrat le 25 mars par New York, il rejoint son ancien club, les Athletics d'Oakland. Ses 12 présences en relève se passent mal : sa moyenne de points mérités se chiffre à 8,83 en 17 manches et un tiers avec deux défaites sans aucune victoire.

### Retour aux Yankees
Libéré par les Athlétics le 21 mai 2010, Gaudin signe chez les Yankees de New York le 25 mai. Il y affiche une moyenne de 4,50 points mérités accordés par partie avec une victoire et deux défaites en 30 matchs et 48 manches de travail. Il complète sa saison 2010, au cours de laquelle il apparaît dans 42 rencontres, avec une moyenne de 5,65 en 65 manches et un tiers, et un dossier de 1-4. Il devient agent libre le 1er novembre 2010.

### Nationals de Washington

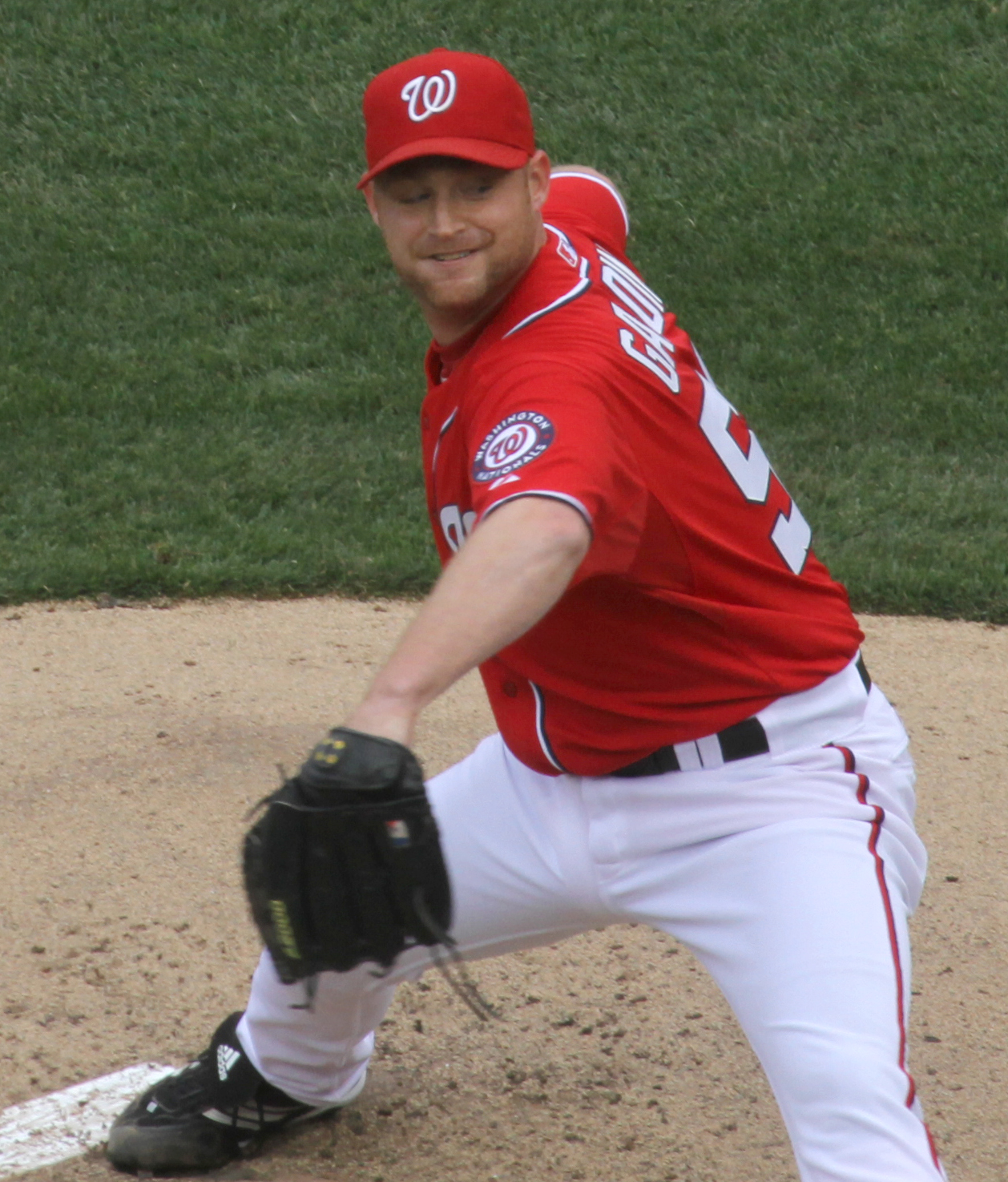
Chad Gaudin lance pour les Nationals de Washington en 2011.

Le 17 décembre 2010, il accepte un contrat des ligues mineures avec les Nationals de Washington. Il ne joue que dix parties pour les Nationals en 2011 avant d'être libéré de son contrat le 21 juillet. Le 4 août, il accepte une offre d'une de ses anciennes équipes, les Blue Jays de Toronto mais ne lance qu'en ligues mineures avec le club-école de Las Vegas.

### Marlins de Miami
Le 4 janvier 2012, Gaudin signe un contrat des ligues mineures avec les Marlins de Miami. Il dispute 46 rencontres pour les Marlins en 2012. Sa moyenne de points mérités s'élève à 4,54 en 69 manches et un tiers lancées, avec quatre victoires et deux défaites.

### Giants de San Francisco
Le 13 décembre 2012, il signe un contrat des ligues mineures avec les Giants de San Francisco. Après avoir amorcé la saison 2013 comme lanceur de relève pour San Francisco, il intègre début juin la rotation de lanceurs partants pour remplacer Ryan Vogelsong, blessé. Avec San Francisco, il connaît la meilleure saison de sa carrière. Il effectue 12 départs et ajoute 18 sorties en relève. En 97 manches lancées, sa moyenne de points mérités se chiffre à un excellent 3,06. Il remporte 5 victoires contre 2 défaites. Ses 5 victoires, contre une seule défaite, sont acquises comme lanceur partant.
Devenu agent libre après cette unique saison chez les Giants, Gaudin est mis sous contrat par les Phillies de Philadelphie mais cette entente est invalidée en février, peu avant le début des camps d'entraînement car sa forme physique n'est pas jugée acceptable pour le club. Absent du jeu toute l'année 2014, il subit une opération au foramen afin de réduire la pression exercée sur un nerf du cou qui lui faisait perdre des sensations et de la dextérité dans sa main et son avant-bras.

### Dodgers de Los Angeles
Le 25 février 2015, Gaudin signe un contrat des ligues mineures avec les Dodgers de Los Angeles.